# Нон (река)
Нон (устар. Нонлель) — река в России, протекает в Прилузском районе Республики Коми. Устье реки находится в 43 км по правому берегу реки Соль. Длина реки составляет 10 км.
Исток реки находится в таёжном массиве среди холмов Северных Увалов в 26 км к северо-западу от села Объячево. Река течёт на восток, всё течение проходит по ненаселённому холмистому таёжному массиву. Впадает в Соль ниже урочища Соль, ширина не превышает 10 метров.

## Данные водного реестра
По данным государственного водного реестра России и геоинформационной системы водохозяйственного районирования территории РФ, подготовленной Федеральным агентством водных ресурсов:
- Бассейновый округ — Двинско-Печорский
- Речной бассейн — Северная Двина
- Речной подбассейн — Малая Северная Двина
- Водохозяйственный участок — Юг
- Код водного объекта — 03020100212103000012327